# Kościół Najświętszej Maryi Panny Wniebowziętej w Gustavii
Kościół Najświętszej Maryi Panny Wniebowziętej (fr. L'église Notre-Dame de l'Assomption) – rzymskokatolicka świątynia w Gustavii, stolicy terytorium zależnego Francji, Saint-Barthélemy, przy Rue de L'Église.
Budowa kościoła rozpoczęła się w roku 1822, a skończyła się siedem lat później. W 1837 roku kościół został zniszczony przez cyklon. Odbudowano go w 1842 roku, o czym świadczy m.in. data w portalu wejściowym. 
Budynek zbudowany jest w stylu typowym dla świątyń hiszpańskich, co jest rzadkie wśród francuskich wysp. Zbudowany jest w większości z kamienia, strop składa się z pomalowanych na biało desek.

## Galeria

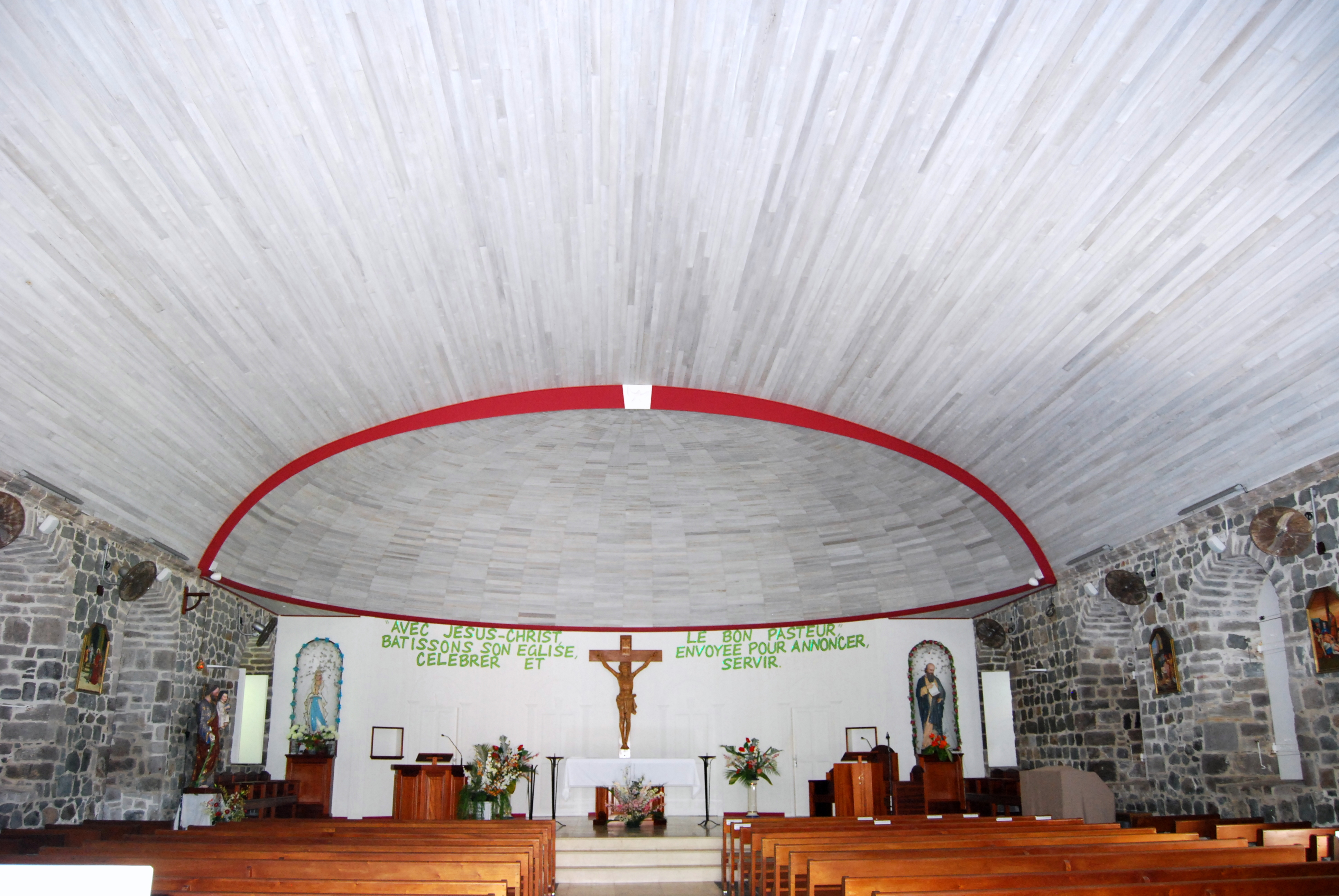
Wnętrze
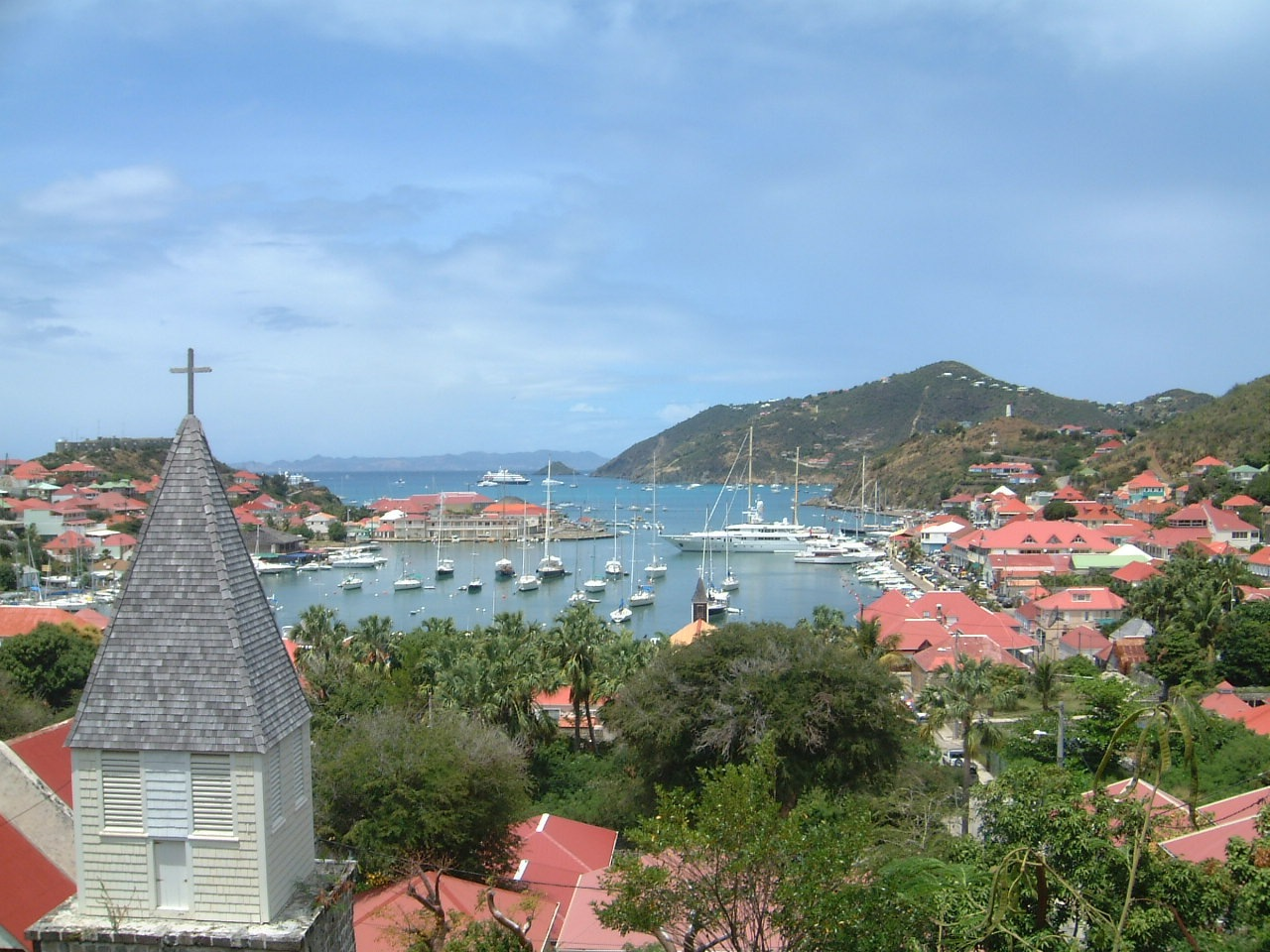
Wieża kościoła (po lewej)